# Biłgoraj (gmina wiejska)
Biłgoraj – gmina wiejska w województwie lubelskim, w powiecie biłgorajskim. W latach 1975–1998 gmina położona była w województwie zamojskim.
Gmina Biłgoraj powstała 1 stycznia 1973 roku w ramach reformy administracyjnej, w której w miejsce gromad przywrócono gminy. W skład nowo utworzonej gminy Biłgoraj weszły miejscowości leżące wcześniej na obszarze gmin Puszcza Solska, Kocudza i Sól. W gminie Biłgoraj znalazły się również wsie Wolaniny i Ratwica z gminy Tereszpol. W wyniku likwidacji gminy Tereszpol w 1976 do gminy Biłgoraj włączono również wsie Hedwiżyn oraz Bukownica i Bukownica Mała. Dwie ostatnie z powrotem włączono do gminy Tereszpol po jej odtworzeniu w 1984.
Największą miejscowością gminy jest Sól. Siedziba władz gminy znajduje się w mieście Biłgoraj.
Według danych z 31 grudnia 2006 gminę zamieszkiwało 12 566 osób; jest ona najludniejszą gminą wiejską w powiecie biłgorajskim. Natomiast według danych z 31 grudnia 2019 roku gminę zamieszkiwało 13 355 osób.

## Ochrona przyrody
Na obszarze gminy znajduje się rezerwat przyrody Obary chroniący fragment torfowiska przejściowego i wysokiego. Rezerwat Obary powstał w 1975 roku. Chronione tutaj torfowisko wysokie należy do typu subkontynentalnego, co jest rzadkością w kraju. Oprócz torfowisk rośnie tutaj wiele gatunków rzadkich roślin: objęte całkowitą ochroną – pomocnik baldaszkowy, rosiczka, widłaki, gnidosz królewski, niebielistka trwała; objęte ochroną częściową – mącznica lekarska, bagno zwyczajne i grzybienie białe. W pobliżu rezerwatu znajdują się stanowiska chronionych storczyków (kruszczyka szerokolistnego i błotnego).
Część rezerwatu stanowi ostoję chronionego i zagrożonego wyginięciem głuszca. Swoje lęgowiska ma tutaj także żuraw, bekas, kszyk, czajka i kaczka krzyżówka. Widywane są tu również zaskrońce i żmije oraz jarząbek i słonka.

## Struktura powierzchni
Według danych z roku 2002 gmina Biłgoraj ma obszar 261,41 km², w tym:
- użytki rolne: 35%
- użytki leśne: 59%

Gmina stanowi 15,58% powierzchni powiatu.

## Demografia

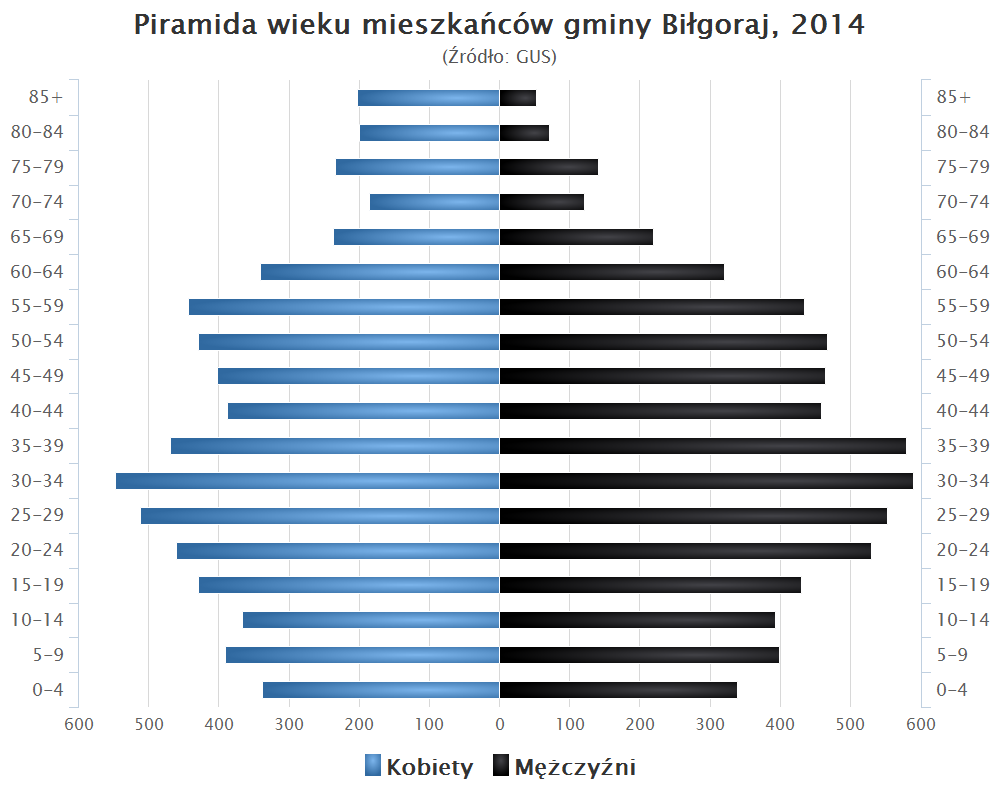
Piramida wieku mieszkańców gminy Biłgoraj w 2014 roku

Dane z 30 czerwca 2004:
| Opis                              | Ogółem | Ogółem | Kobiety | Kobiety | Mężczyźni | Mężczyźni |
| --------------------------------- | ------ | ------ | ------- | ------- | --------- | --------- |
| jednostka                         | osób   | %      | osób    | %       | osób      | %         |
| populacja                         | 12 537 | 100    | 6309    | 50,3    | 6228      | 49,7      |
| gęstość zaludnienia (mieszk./km²) | 48     | 48     | 24,1    | 24,1    | 23,8      | 23,8      |

## Sołectwa
Andrzejówka, Brodziaki, Bukowa, Ciosmy, Dąbrowica, Dereźnia Solska, Dereźnia-Zagrody, Dyle, Gromada, Hedwiżyn, Ignatówka, Kajetanówka, Korczów, Korytków Duży, Majdan Gromadzki, Nadrzecze, Nowy Bidaczów, Okrągłe, Rapy Dylańskie, Ruda Solska, Smólsko Małe, Smólsko Duże, Sól Druga, Sól Pierwsza, Stary Bidaczów, Wola Dereźniańska, Wola Duża-Wola Mała, Wolaniny.

## Pozostałe miejscowości
Dereźnia Majdańska, Edwardów, Podlesie, Ratwica, Ruda-Zagrody, Teodorówka, Żelebsko.

## Sąsiednie gminy
Aleksandrów, Biłgoraj (miasto), Biszcza, Dzwola, Frampol, Harasiuki, Janów Lubelski, Księżpol, Radecznica, Tereszpol